# Gál Péter (kajakozó)
Gál Péter (Szolnok, 1994. május 4. –) magyar válogatott kajakozó.

## Sportpályafutása
A szolnoki születésű Gál Péter 2004 óta a város kajakozója. Jelenleg is a Szolnoki Kajak-Kenu Klub igazolt sportolója.
Eleinte kisebb helyi versenyeken indult, majd 2008-ban Diákolimpián Kajak-Kenu K1-500 méteren aranyérmet szerzett, 2009-ben pedig harmadik lett 1000 méteren. 2011-ben az Olimpiai Reménységek Versenyén K2-500 méteren léphetett a dobogó legfelső fokára Bogár Gáborral, K2-1000 méteren pedig ezüstérmet szereztek. Orlik Ádámmal, Karakas Mátéval és Bogár Gáborral 200 méteren ezüstéremmel tértek haza. Ugyanebben az évben az Országos Bajnokságon két érmet szerzett: K2-500 m  arany, K2-1000 m ezüst. 2012-ben Ifjúsági OB-n K1-500m ezüstérmesként állt a dobogóra. 2013-ban, csupán 19 évesen tagja volt az poznani U23-as Eb négyesének 1000 méteren és a felnőtt OB-n sikerült a döntőbe jutnia 500 méteren. 2014-ben U23-as EB K4-1000 m hetedik, K1-500m hatodik helyezést ért el, felnőtt EB K1-500m B döntő ötödik lett. 2015-ben U23 országos bajnokságon egyesben 500 méteren és négyesben Gacsal Ákossal, Koleszár Mátyással és Bogár Gáborral 1000 méteren aranyérmet szereztek, majd ugyanebben az összeállításban Szolnokon a felnőtt OB-n 1000 méteren másodikok lettek. Szintén ebben az évben Pitestiben U23-as Eb-n K4-1000 m második helyezést és K1-500 m hetedik helyezést ért el. 2016-ban Gál Péter, Doba Richárd Alfréd, Bárdfalvi Márk és Czompa Tibor a dobogó második fokára állhattak Plovdivban az U23-as Eb-n. 2017-ben Belgrádban szerzett ezüstérmet a Gál, Doba, Gacsal, Ceiner négyes az U23-as Eb-n. Emellett Gál a felnőtt OB-n is bezsebelt egy ezüstöt K1-1000 méteren.
2018-ban a FISU Egyetemi Világbajnokságon (World University Championship) a Gál-Béke páros győzött K2-1000 méteren. K4-500 méteren pedig ezüstérmet szereztek Noé Zsomborral, Szendy Márkkal és Gecse Mártonnal. A Felnőtt OB-n K1-500 méteren az ezüst-, K4-500 méteren pedig a bronzérmet sikerült megszereznie Noé Zsomborral, Bogár Gáborral és Kugler Attilával.
Gál Péter 2018 szeptemberétől a felnőtt válogatott Párizs keretének is tagja.

## Díjai, elismerései
- 2015-Sportcsillagok Ösztöndíj

Szolnok Városi Díjátadó
- 2015. évi kiemelkedő sportteljesítményért járó díj
- 2016 évi kiemelkedő sportteljesítményért járó díj
- 2017. évi kiemelkedő sportteljesítményért járó díj
- 2018.évi kiemelkedő sportteljesítményért járó díj

2018-Az Év Egyetemi Sportolója díj